# Afrika Bambaataa
Le texte peut changer fréquemment, n’est peut-être pas à jour et peut manquer de recul. 
Le titre et la description de l'acte concerné reposent sur la qualification juridique retenue lors de la rédaction de l'article et peuvent évoluer en même temps que celle-ci.
Afrika Bambaataa, dont le vrai nom est Lance Taylor,, est un DJ américain, l'un des créateurs du mouvement hip-hop et le fondateur de la Zulu Nation.
Parmi les pères fondateurs du mouvement hip-hop, tels que DJ Kool Herc et Grandmaster Flash, Bambaataa est le plus mystérieux de tous ; il refuse de révéler au public sa date de naissance exacte. On sait qu'il est né à Manhattan, vraisemblablement en avril 1957, de parents originaires de la Barbade et de la Jamaïque.
En 2016, plusieurs plaintes sont déposées et des enquêtes sont ouvertes sur des abus sexuels qu'il aurait fait subir à des mineurs. En 2021, une procédure judiciaire est ouverte contre lui pour abus sexuels et trafic sexuel de mineur.

## Biographie
La vie de Afrika Bambaataa reste en partie mystérieuse, voire énigmatique. Bambaataa fut un leader du gang des Black Spades, devint l'instigateur de l'art du Djing avant de se réinventer comme un missionnaire contre la violence en fondant la Zulu Nation.

### Naissance
Afrika Bambaataa est né à Manhattan, dans la ville de New York, NY. Selon certains écrits et articles biographiques, Afrika Bambaataa serait né en avril 1960 mais cette estimation ne concorde pas avec son parcours, : s'il était né en 1960, il aurait été membre des Black Spades à l'âge de neuf ans et en serait devenu un leader avant ses dix ans. L'année 1957 est donc plus plausible. Théorie confirmée par le fait que Bambaataa a célébré lors de sa jeunesse des fêtes d'anniversaire communes avec son ami DJ Kool Herc à la période de la mi-avril. La date de naissance de Herc est, contrairement à la sienne, certaine.

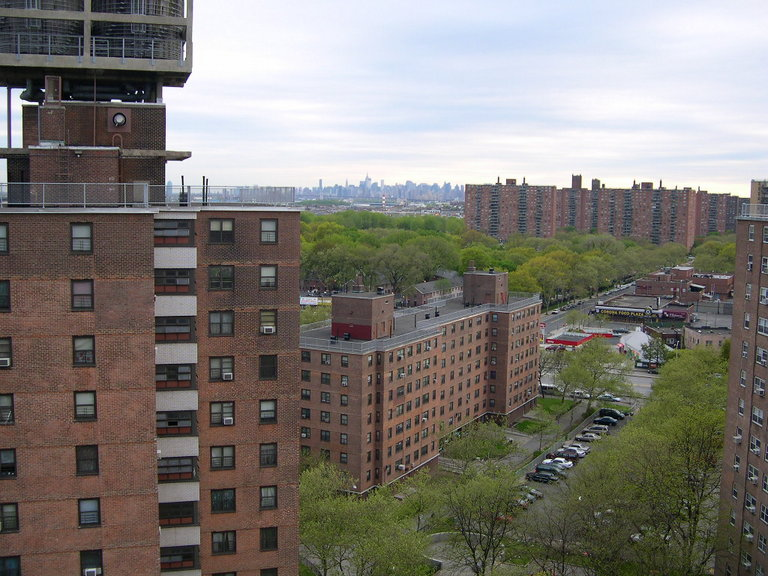
Quartier de Soundview dans l'arrondissement du Bronx en 2008.

Bambaataa a grandi et fut élevé par une mère infirmière dans le Bronx-Est, plus exactement dans l'une des tours des Bronx River Projects à proximité des James Monroe Houses, un autre grand ensemble.
Une partie de sa famille était constituée d'ardents militants et défenseurs de la cause noire, dont des membres des Black Muslims. Bambaataa Bunchinji, l'oncle d'Afrika, était quant à lui un nationaliste noir engagé. Dès son plus jeune âge, Bambaataa a ainsi été influencé par des idéologies politiques différentes, mais toutes axées sur la recherche de la « liberté » des Noirs américains.
Lance Taylor avait gagné un voyage en Afrique alors qu'il était lycéen, il avait aussi vu le film Zulu (1964) qui l'avait impressionné en mettant en avant la solidarité du peuple zoulou. Il a choisi le pseudonyme d'« Afrika Bambaataa Aasim » d'après Bambatha kaMancinza (en), le chef zoulou ayant mené la rébellion de Bambatha dans le Natal en 1906.

### Étapes

#### Gangs
En 1969, Afrika Bambaata a douze ans. Les rues de Bronx River sont infestées par la criminalité et la délinquance. Par choix ou bien par nécessité, Bambaata intègre le gang P.O.W.E.R (« People's Organization for War and Energetic Revolutionaries »). Il quitte ce dernier pour rejoindre celui des Black Spades (en) en français : « Piques noirs ».
Son charisme et son don pour la parlote lui permettent de se faire connaître et de devenir rapidement influent au sein de son gang mais aussi auprès d'autres groupes limitrophes. Bambaataa devient donc un « seigneur de la guerre » chargé d'accroître l'influence des Black Spades. À de nombreuses reprises, il pousse son clan à affronter les autres bandes rivales dans ce but. Les Spades deviennent lors de cette période l'organisation criminelle noire la plus étendue du Bronx. Mais à l'occasion de rixes particulièrement violentes, Afrika commence à se remettre en question.

#### DJ
En 1971, une trêve est signée entre les différents gangs du quartier de South Bronx, territoire des Spades. Cette « paix » fait prendre conscience à Bambaataa qu'il pourrait, grâce à son sens de la communication et son aisance verbale, concilier les membres des différents gangs pour apporter à son quartier sérénité et quiétude.
Le mouvement créé par Kool Herc (l'inventeur du break) lui donne le moyen de parvenir à ses fins. Ainsi, il débute comme DJ en organisant des block parties (fêtes de quartier) dans un centre social. Voici comment Bambaataa décrit cet épisode de sa vie : « Quand je suis devenu DJ, j'avais déjà une armée avec moi, donc je savais que mes soirées allaient être noires de monde. » Et ce fut précisément le cas. Les fêtes de Bam polarisent une grande partie de la jeunesse pauvre du Bronx. Il arrive même que des membres de gang ennemis se retrouvent côte à côte lors de ces événements. Des beats cadencés, les figures des b-boys et des b-girls (les danseurs de break dance), une épaisse fumée planant dans l'air, de l'alcool, des gros lascars armés et des filles, voilà à quoi ressemblent ces rassemblements dans le modeste centre social du quartier d'Afrika. La musique hip-hop naîtra et se diffusera grâce, en partie, à ces cérémonies.
La même année, Afrika Bambaataa fonde la Bronx River Organization. Cette dernière est destinée à se substituer au gang des Spades. Bam à propos de cette organisation : « Ceci est une organisation. Nous ne sommes pas un gang. Nous sommes une famille. Ne cherchez pas les emmerdes. Laissez les emmerdes venir à vous, et là battez-vous comme des beaux diables. »
Avant même la décadence des gangs de rue à partir des années 1975, Afrika sera le premier à tenter de proposer aux jeunes démunis une alternative à la vie ultra-violente des bandes organisées. En effet, l'organisation sert essentiellement à préparer les soirées et les rassemblements. L'idée de Bambaataa est d'occuper la jeunesse du Bronx et des environs à des activités artistiques dans un cadre communautaire. Peu importe d'où les jeunes viennent, peu importe qu'ils appartiennent à tel ou tel gang, ce qui compte, c'est de danser sur des beats « bien lourds ».

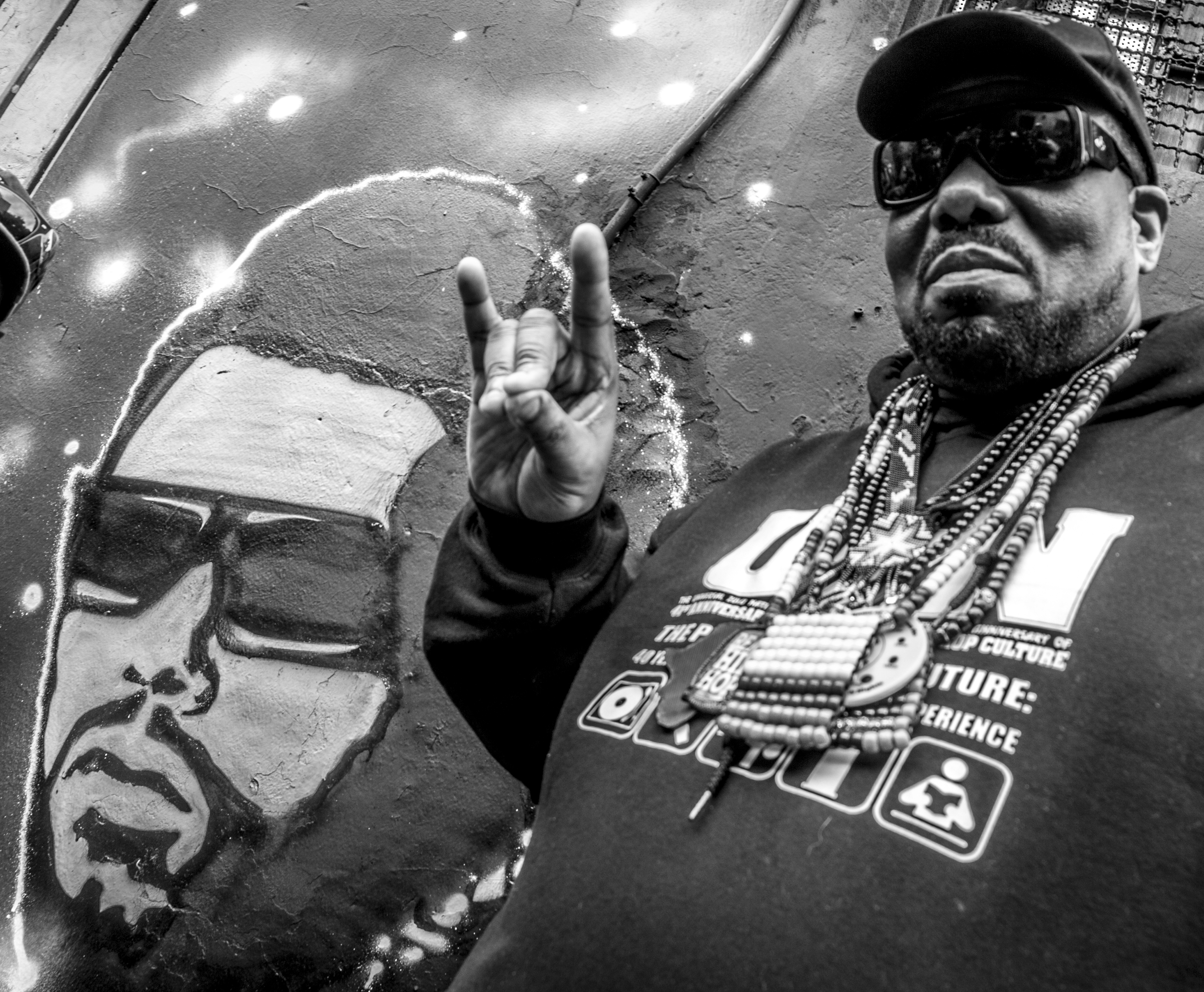
Afrika Bambaataa à Bogota, lors du Sommet mondial des arts et de la culture pour la paix (Cumbre mundial de Arte y Cultura para la Paz), en avril 2015.

#### Créateur du mouvement hip-hop
Entre 1971 et 1975, soit environ entre ses 14 et 18 ans, Afrika Bambaataa s'impose comme le DJ le plus influent du South Bronx. Suivant le sillon creusé par le DJ Kool Herc, ses set-lists, ses « mixs », empruntent à la fois à la salsa, au rock, à la soca mais surtout à la musique soul et au funk. Il entame souvent ses sessions avec le générique d'une émission de télévision différente chaque soirée. C'est la diversité du répertoire musical et l'originalité de Bambaataa qui permettra au courant hip-hop naissant de déployer ses ailes et de prendre son envol au-dessus des quartiers pauvres de New York.
Les mixs du DJ enrichissent considérablement la break music et finiront même par la transcender. C'est Bam qui popularisera ce nouveau genre musical. Fort de ses nombreux contacts auprès des membres des autres gangs de New York, il engendre ce qu'on appellera plus tard, le mouvement hip-hop.
En 1982, le chef-d'œuvre d'Afrika, Planet Rock, aura un succès international retentissant ; ce morceau marie des samples des morceaux Trans-Europe Express et Numbers du groupe de musique électronique allemand Kraftwerk. Sa tournée au début des années 1980 permettra de diffuser le hip-hop en Europe et de transformer ce mouvement new-yorkais en un mouvement mondial.

#### Zulu Nation
Le 6 janvier 1975, le cousin d'Afrika, Soulski, est tué à la suite d'une fusillade avec les forces de l'ordre. Cet événement traumatise le jeune homme et conditionnera le reste de son existence. Il quitte le gang des Black Spades et voyage à travers l'Europe et l'Afrique. Durant l'année 1975, des épisodes exécrables marquent l'histoire du Bronx. À la suite d'interventions policières sanglantes, des émeutes éclatent et des attaques envers les forces de l'ordre surviennent. Choqué par la mort de son cousin, bouleversé par ses voyages et scandalisé par la situation dans laquelle se trouve son quartier, Bambaataa est bien décidé à transformer l'Organization.
Il veut en faire un groupe axé sur le mouvement hip-hop et prônant la non-violence. « Mon but était d'essayer de faire rentrer autant de gens que possible dans l'Organisation pour faire cesser la violence. Alors j'ai fait le tour des différents secteurs, en disant aux gens de se joindre à nous et de cesser la bagarre » déclara Afrika. Il fonde alors la Zulu Nation. Très vite, cette dernière modifie le visage du Bronx et de ses environs. Contrairement à l'époque de l'Organization, le message de la Zulu Nation est clair : elle affirme explicitement combattre les gangs. Grâce aux soirées et aux Maîtres de cérémonie (les MC), grâce à la break music, à la break dance et au graffiti, grâce au hip-hop, elle se targue de pacifier les quartiers en apportant sécurité et unité. Afrika s'appuiera aussi sur la religion, plus exactement sur l'idéologie de la Nation of Islam, pour rassembler la communauté noire autour de son projet.
Pendant un certain temps, la Zulu Nation réussit son pari. Elle parvient à désintéresser sérieusement des jeunes et des délinquants de la vie des gangs de rue. On peut dire qu'elle a participé activement au processus de déliquescence des organisations criminelles. C'est à partir de cette époque que le hip-hop devient plus qu'un mouvement artistique, il devient un choix d'existence : adhérer à la Zulu Nation, c'est devenir quelqu'un et être respecté pour ça.
Le Bronx, « ce n'était plus l'endroit où t'avais les vestes à la Hells Angels et où tu roulais des mécaniques dans des fringues aussi crades que possible rien que pour montrer que t'étais un hors-la-loi et que t'étais capable d'être l'enfoiré le plus dégueulasse de la zone » expliquera Afrika Bambaataa. Pour cristalliser l'idéologie du groupe, un slogan devenu célèbre apparaît : « Paix, unité, amour et plaisir » (« Peace, unity, love and havin' fun »).
Au début des années 1980, après une période de déclin, la logique hors-la-loi et ses gangs réapparaissent dans les rues du Bronx. Afrika se doit de donner un nouveau souffle à la Zulu Nation afin de ne pas revenir dix ans en arrière. « Il fallait qu'on trouve quelque chose pour rétablir l'ordre. Alors, je me suis mis à réfléchir, et tout m'est revenu, toutes les leçons que j'avais comprises, les expériences que j'avais vécues. J'ai commencé à me poser pour écrire sérieusement des trucs que j'avais en tête. D'autres personnes se sont mises à dire : « Mais moi aussi, je pense ça ». Et à partir de là, j'ai commencé à emprunter des idées à tout le monde pour inventer nos propres leçons. Et ça a commencé à prendre, et les gens se sont mis à se contrôler davantage », c'est ainsi qu'Afrika Bambaataa relate la manière dont il a rédigé les leçons, les « Infinity Lessons ». Ces dernières constituaient, et forment encore aujourd'hui, un véritable code composé de règles de conduite pour l'individu et pour la collectivité.

« 1- La Zulu Nation n'est pas un gang. C'est une organisation d'individus à la recherche de succès, de la paix, de la connaissance, de la sagesse, de la compréhension et d'une manière de vie droite.
2- Les membres Zulus doivent chercher des façons de survivre positivement dans la société. Les activités négatives sont des actions qui relèvent du côté injuste des choses. La nature animale est une nature négative. [...]
5- Les Zulus ne devraient pas être associés à n'importe quelle organisation dont les fondations sont basées sur la négativité.
6- Les Zulus sont supposés être en paix avec eux-mêmes et les autres et ce, à n'importe quel moment.
7- Les Zulus ont appris à s'imposer dans leur croyance et croient en les lois du prophète Muwsa (Moïse). Œil pour œil et dent pour dent. [...]
14- Les Zulus doivent mener un style pacifique et travailler pour rester droit.
15- Les Zulus doivent chercher la connaissance de soi afin de s'élever au milieu de la jungle urbaine. [...]
20- L'anniversaire de la Zulu Nation est le 12 novembre. C'est une date officielle qui peut être célébrée durant la même semaine, le vendredi et le samedi, une fois le douze venu. »

— Extrait des 20 préceptes de la Zulu Nation
De ses qualités de rassembleur, Jay McGluery, un ami de Bam, témoigne : « Il y avait énormément de gangs, et il connaissait au moins cinq membres de chacun d'entre eux. À chaque fois qu'il y avait un conflit, il essayait d'arranger le coup. La communication c'était son truc » (propos recueillis par le journaliste Steven Hager (en)),.

## Abus sexuels et trafic sexuel de mineurs
En avril 2016, le militant politique du Bronx Ronald « Bee-Stinger » Savage (en) accuse Bambaataa de l'avoir agressé en 1980, alors que Savage avait 15 ans. À la suite des allégations de Savage, trois autres hommes accusent Bambaataa d'abus sexuels. Bambaataa publie alors une déclaration au magazine Rolling Stone niant les allégations.
Début mai 2016, l'Universal Zulu Nation se dissocie de Bambaataa dans le cadre d'une restructuration organisationnelle qui a vu le groupe retirer « toutes les parties accusées et celles qui dissimulent les allégations actuelles de pédophilie » de leurs rôles actuels au sein de l'organisation.
Le 6 mai de la même année, Bambaataa quitte son poste de chef de la Zulu Nation. Un mois plus tard, l'Universal Zulu Nation publie une lettre ouverte s'excusant auprès des personnes alléguant que Bambaataa les avait agressées sexuellement tout en exprimant la responsabilité de la « mauvaise réponse » de l'organisation. La lettre est signée par près de trois douzaines de membres de la Zulu Nation du monde entier.
En octobre, le magazine Vice publie un article d'enquête intitulé "Afrika Bambaataa aurait abusé de jeunes hommes pendant des décennies" et rapporte les histoires de victimes et témoins présumés. Les accusateurs y affirment que « ces récits d'abus présumés sont de notoriété publique dans la communauté de Bronx River et au-delà depuis le début des années 1980, y compris parmi de nombreux amis les plus proches de Bambaataa et des soldats Zulu ».
Dans une interview de mars 2021, le rappeur Melle Mel confirme que la rumeur que Bambaataa est gay était largement répandue dans la première communauté hip hop, mais il ne répond pas à la question de savoir si les allégations d'agression étaient connues. 
Le 4 août 2021, une procédure judiciaire est ouverte contre Bambaataa pour abus sexuel et trafic sexuel d'un garçon de 12 ans,,,.
Le 1er novembre, Bambaataa est convoqué à une première audience à la cour suprême du Bronx. Ni lui ni ses avocats ne se présentent à la convocation. Devant son absence, la juge envoie un huissier à sa dernière adresse connue, où il est découvert qu'il n'y a jamais habité et que personne ne le connait.
En novembre 2024, le  rappeur et producteur Solo révèle dans une émission de Clique sur Canal+ avoir été pendant son adolescence la victime du précurseur du hip-hop, qualifiant Afrika Bambaataa de « prédateur sexuel ».

## Discographie

### Albums
| Année | Album                                                    | Label               |
| ----- | -------------------------------------------------------- | ------------------- |
| 1983  | Death Mix                                                | Winley Records      |
| 1985  | Sun City                                                 | EMI                 |
| 1986  | Planet Rock: The Album                                   | Tommy Boy Records   |
| 1986  | Beware (The Funk Is Everywhere)                          | Tommy Boy Records   |
| 1987  | Death Mix Throwdown                                      | Blatant             |
| 1988  | The Light                                                | EMI America Records |
| 1991  | The Decade of Darkness 1990-2000                         | EMI America Records |
| 1992  | Don't Stop... Planet Rock (The Remix EP)                 | Tommy Boy Records   |
| 1996  | Jazzin (Khayan album)                                    | ZYX Music           |
| 1996  | Lost Generation                                          | Hottie              |
| 1996  | Warlocks and Witches, Computer Chips, Microchips and You | Profile Records     |
| 1997  | Zulu Groove (Compilation)                                | Hudson Vandham      |
| 1999  | Electro Funk Breakdown                                   | DMC                 |
| 1999  | Return to Planet Rock                                    | Berger Music        |
| 2000  | Hydraulic Funk                                           | Strictly Hype       |
| 2000  | Theme of the United Nations w/ DJ Yutaka                 | Avex Trax           |
| 2001  | Electro Funk Breakdown (Compilation)                     | DMX                 |
| 2001  | Looking for the Perfect Beat: 1980-1985 (Compilation)    | Tommy Boy Records   |
| 2004  | Dark Matter Moving at the Speed of Light                 | Tommy Boy Records   |
| 2005  | Metal                                                    | Tommy Boy Records   |
| 2005  | Metal Remixes                                            | Tommy Boy Records   |
| 2006  | Death Mix "2"                                            | Winley Records      |

### Singles

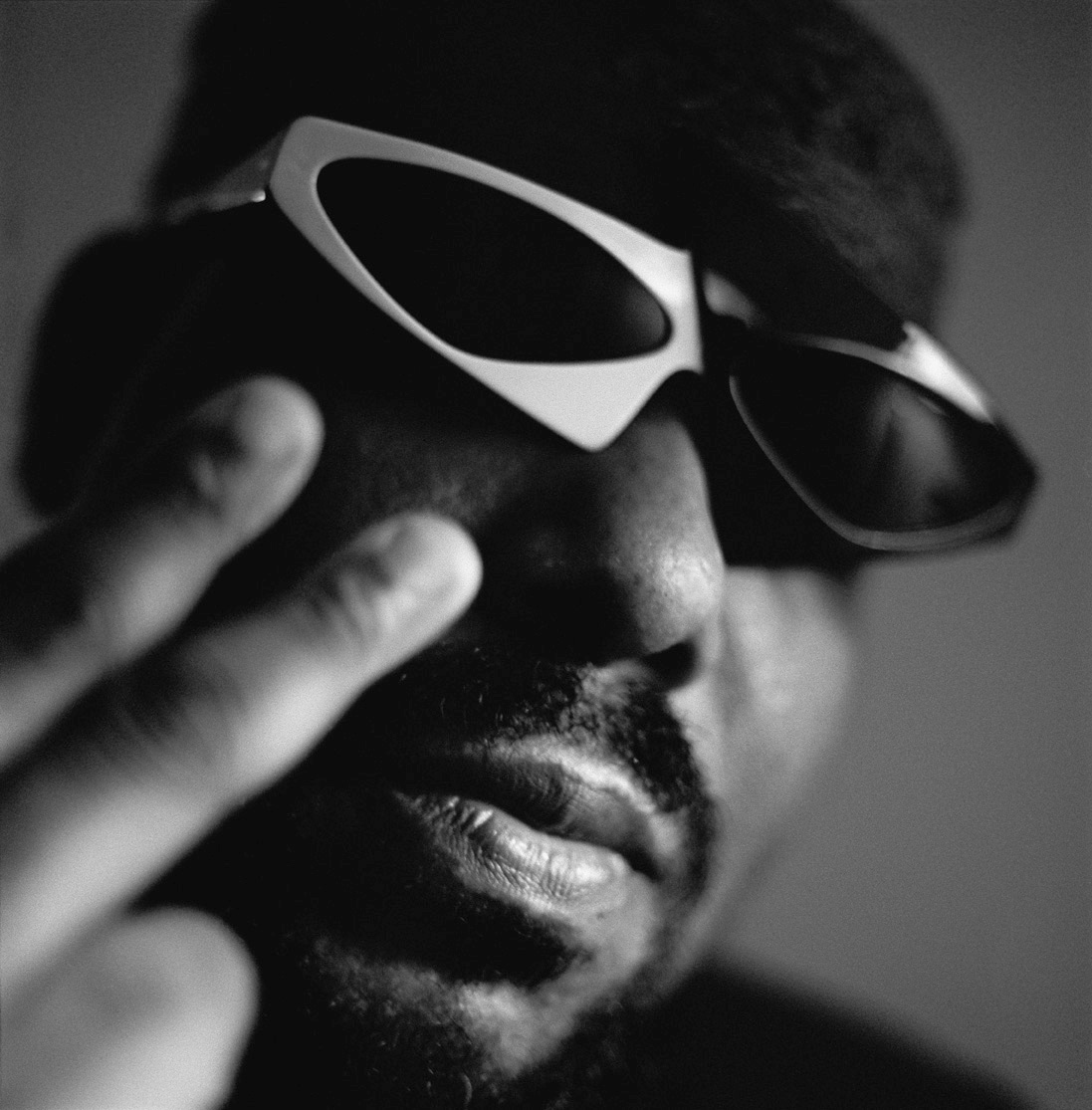
Africa Bambaataa (1998).

| Année | Titre                                          | Label                 |
| ----- | ---------------------------------------------- | --------------------- |
| 1981  | Zulu Nation Throwdown                          | Winley Records        |
| 1981  | Jazzy Sensation                                | Tommy Boy Records     |
| 1982  | Planet Rock                                    | Tommy Boy Records     |
| 1982  | Looking for the Perfect Beat                   | Tommy Boy Records     |
| 1983  | Renegades of Funk                              | Tommy Boy Records     |
| 1983  | Wildstyle                                      | Celluloïd Records     |
| 1984  | Unity (avec James Brown)                       | Tommy Boy Records     |
| 1984  | World Destruction (avec John Lydon)            | Atlantic Records      |
| 1986  | Bambaataa's Theme                              | Tommy Boy Records     |
| 1988  | Reckless (avec UB40)                           | EMI                   |
| 1990  | Just Get Up And Dance                          | EMI                   |
| 1993  | Zulu War Chant                                 | Profile Records       |
| 1993  | What's the Name of this Nation?...Zulu         | Profile Records       |
| 1993  | Feeling Irie                                   | DFC                   |
| 1994  | Pupunanny                                      | DFC                   |
| 1994  | Feel the Vibe (avec Khayan)                    | DFC                   |
| 1998  | Agharta - The City of Shamballa (avec WestBam) | Low Spirit Recordings |